# 北魏攻宋河南之战
北魏攻宋河南之战，南北朝初年，北魏泰常七年（宋永初三年，422年）九月至次年闰四月，北魏军为夺取刘宋黄河以南之地而进行的作战。

## 概述
魏明元帝拓跋嗣在东晋太尉刘裕灭后秦时，虽未能救秦，但没有忘记南伐开拓疆域，泰常七年（422年）九月，拓跋嗣听说宋武帝刘裕病亡，出兵三路攻宋。
第一路命司空、晋兵大将军奚斤率领宋兵将军周几、吴兵将军公孙表率兵攻宋。十月，魏军将行，博士祭酒崔浩因为宋军擅长守城，建议先分军略地，之后再攻取城池。拓跋嗣不从，采纳奚斤先攻城的建议，命奚斤等率步骑二万从石济津（今河南省滑县西南）过黄河，于滑台（今河南省滑县东）东设行营。此时，刘宋冠军将军、司州刺史毛德祖镇守虎牢（今河南荥阳市西北），守卫滑台的刘宋东郡太守王景度向毛德祖告急。毛德祖派司马翟广等率步騎三千前往救援。魏军攻破仓垣（今河南省开封市西北）。奚斤攻打滑台，没有攻克，请求增兵。拓跋嗣怒责奚斤，自領兵五万余人南下支援。十一月，命太子拓跋焘率兵屯守塞上防备柔然。奚斤害怕拓跋嗣怪罪，攻克攻滑台，又转攻虎牢东面的土楼镇，打败翟广，乘胜进逼虎牢。毛德祖出战，获胜。
拓跋嗣派第二路南征军，于栗磾率三千人屯守河阳（今河南省孟州市西北），谋取金墉（今河南省洛阳市东北、洛阳故城西北）。毛德祖派振威将军窦晃等沿黄河设防。
十二月，拓跋嗣至冀州（治今河北省冀州市），派遣第三路南征军，楚兵将军叔孙建兵自平原（今山东省平原县南）渡过黄河，攻打青州、兖州。刘宋豫州刺史刘粹派军据项城（今河南省沈丘县），徐州刺史王仲德率兵屯湖陆（今山东省鱼台县东南），抵抗魏军。不久，刘宋黄河防线崩溃，泰山郡、高平郡、金乡郡均被魏军所得。叔孙建东入青州，刘宋青州刺史竺夔遣使告急，刘宋朝廷命南兖州刺史檀道济监征讨诸军事，与王仲德一同去救援。刘宋庐陵王刘义真派龙骧将军沈叔貍率三千人向镇守悬瓠（今河南省汝南县）的刘粹部靠拢，适时赴援。
泰常八年（423年）正月，于栗磾攻取金墉城，即为豫州刺史，镇守洛阳。叔孙建攻入临淄（今山东省淄博市东北），所属城池都被北魏占领。竺夔聚集民众保卫东阳城，不入城之人，拍他们依险而居，清野以待。魏军到达，得不到粮食。拓跋嗣得报，一面向青州增援六万骑兵，一面起用东晋故吏刁雍为青州刺史。刁雍招募兵员五千，至青州后抚慰士民，民众于是送粮供应魏军。三月，叔孙建率三万骑兵进逼东阳城，城中文武仅一千五百人，竺夔等全力固守，多次出奇兵击败魏军。魏军步骑绕城十余里，大造攻城器具。竺夔凿开四道深堑，魏军填其三重，以便撞车攻城。竺夔派人通过地道到达城外，以大麻索拉断撞车。魏军再长期围困，进攻更加紧急。城内多死伤，危在旦夕。檀道济至彭城（今江苏省徐州市），当时司州、青州都发出告急，檀道济所部兵少，不足分兵救援。由于青州道近、竺夔兵弱，于是和王仲德一起去救。
奚斤、公孙表等合兵进攻虎牢，拓跋嗣自邺城（今河北省临漳县西南）派兵往救。毛德祖在城内深挖地道，招募敢死之士四百人，派参军范道基等率领，分六路从地道而出，道魏军包围圈之外，袭其阵后，杀死魏兵数百人，焚烧其攻城器具而还。魏军稍退即合，攻城更急，还分兵攻打许昌（今河南省许昌市东）。四月，拓跋嗣至虎牢，见到宋军悬绳在河中取水，知道城中乏水，于是在河上连舰，断绝其取水之路。三日后，自督众攻城，仍未攻克，遂回到洛阳。
叔孙建攻东阳城，毁其北城约三十余步，刁雍建议快入，叔孙建不许。当时天气炎热，魏军多患疾疫，听说檀道济等将至，叔孙建等烧营及器械退往滑台。檀道济至东阳，因粮尽没有再追。竺夔以东阳城坏难守，移镇不其城（今山东省青岛市崂山区西北）。闰四月，叔孙建自滑台向西帮助奚斤，一起攻打虎牢。虎牢城被围约二百日，刘宋劲兵战死殆尽，北魏仍不断增兵。檀道济驻军湖陆，刘粹驻军项城，沈叔貍驻军高桥（今江苏省东海县东北），都因为北魏军强，没有进军援救。魏军深挖地道以泄城中井水，虎牢城中人马渴乏，又加饥疫，处境恶劣。魏军疫病而死的人也多，但还是急攻，终于攻陷虎牢，俘虏毛德祖、翟广等，只有参军范道其率二百人突围南还。刘宋司州、兖州、豫州诸县多被北魏所占。